# Montell Jordan
Montell Dusean Jordan (Los Angeles, 3 dicembre 1968) è un cantautore e produttore discografico statunitense.

## Biografia
Nato a Los Angeles, ha pubblicato il primo singolo (This Is How We Do It) nel 1995. Dal 1995 al 2002 ha pubblicato i suoi lavori per la Def Soul. Come produttore o autore ha collaborato con Christina Milian, 98 Degrees, Shae Jones, Deborah Cox e altri artisti. La sua ultima pubblicazione è datata 2008. Nel 2010 ha deciso di ritirarsi dall'attività musicale ed è diventato "Lead Worship Minister" presso la megachurch Victory World Church di Norcross (Georgia).

## Discografia
Album
- 1995 – This Is How We Do It
- 1996 – More
- 1998 – Let's Ride
- 1999 – Get It On... Tonite
- 2002 – Montell Jordan
- 2003 – Life After Def
- 2008 – Let It Rain
- 2019 – Masterpeace

## Filmografia
- Il professore matto (The Nutty Professor), regia di Tom Shadyac (1996)
- The Fighting Temptations, regia di Jonathan Lynn (2003)